# Abdi İpekçi Arena
Abdi Ipekci Spor Salonu, ou simplesmente Abdi İpekçi Arena, é uma arena multiuso situado na cidade de Istambul, Turquia. Tem capacidade para 12 500 espectadores e foi sede do Campeonato Mundial de Basquetebol de 2010.